# 克里斯巴赫河
47°24′10″N 8°36′13″E / 47.40270°N 8.60365°E

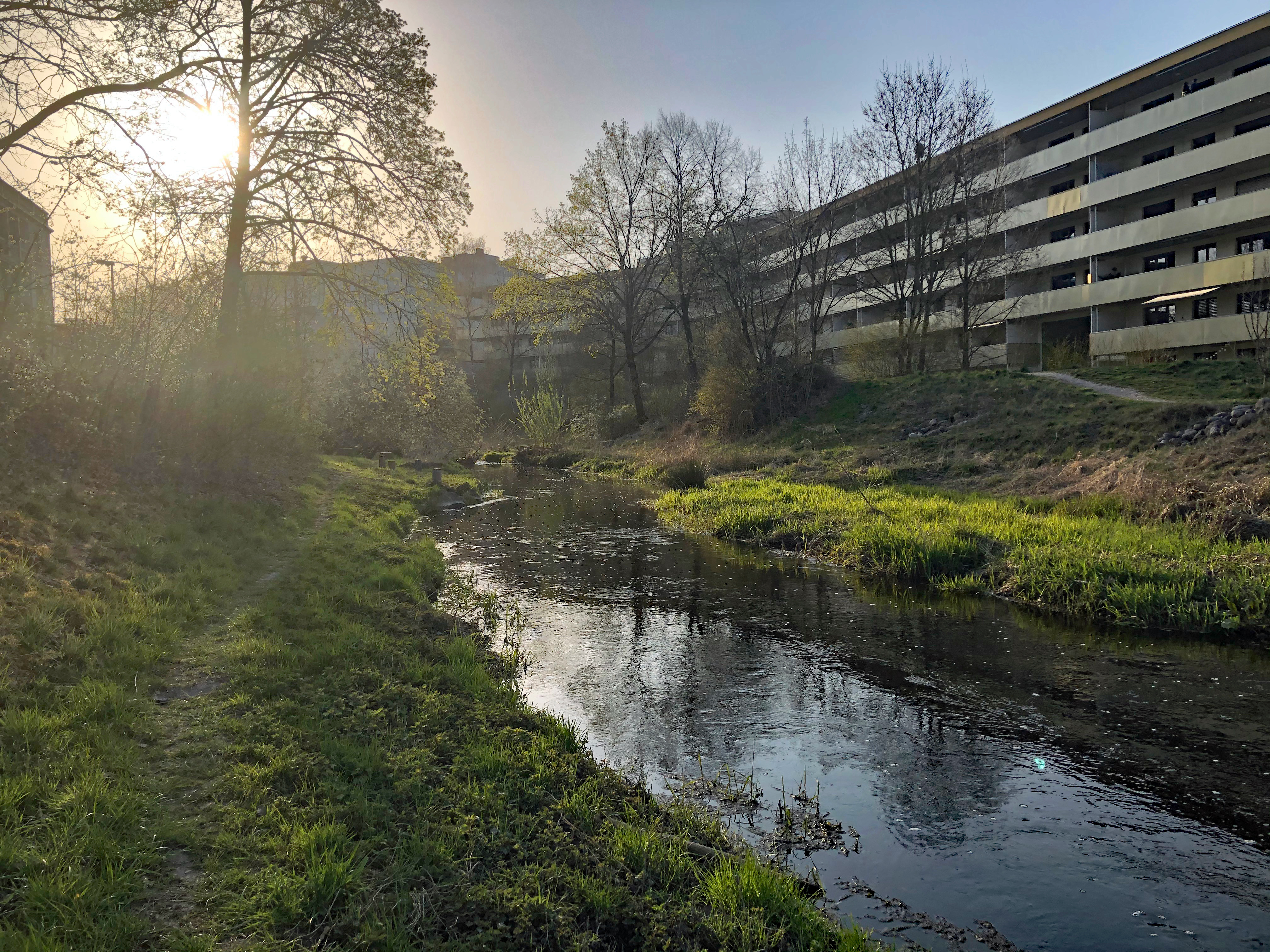

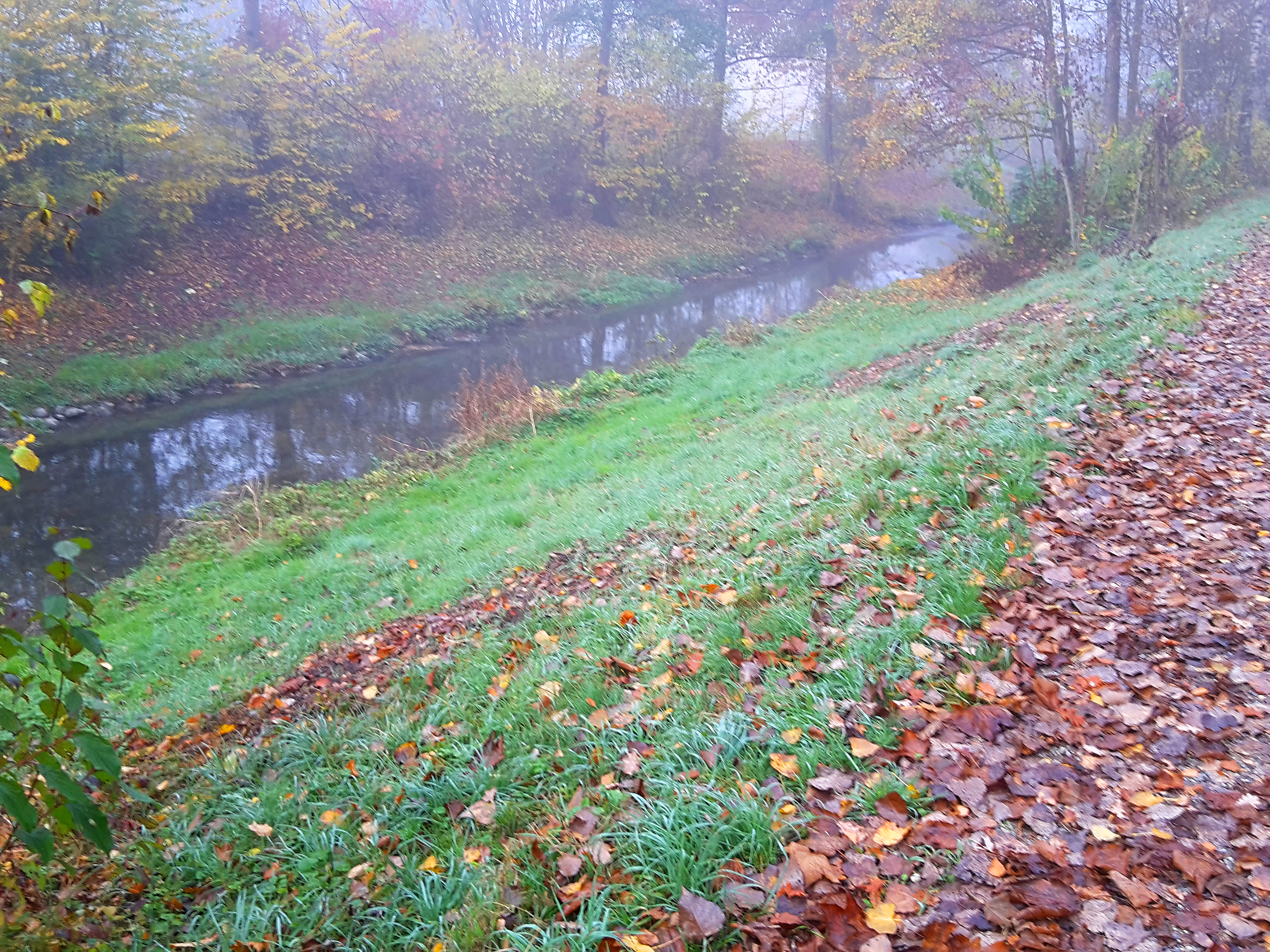

克里斯巴赫河是瑞士的河流，位於該國北部，流經蘇黎世州，屬於格拉特河的右支流，河道全長10公里，流域面積33平方公里，發源自沃克茨維爾，河口處在迪本多夫。